# Vsi smo mrtvi
Vsi smo mrtvi je južnokorejska triler serija o zombi apokalipsi iz leta 2022. V glavnih vlogah so nastopili Park Ji-hu, Yoon Chan-young, Cho Yi-hyun, Lomon, Yoo In-soo, Lee Yoo-mi, Kim Byung-chul, Lee Kyu-hyung in Jeon Bae-soo. Serija se večinoma dogaja v srednji šoli v Južni Koreji, ko nenadoma izbruhne zombi apokalipsa in ogrozi varnost študentov. Serija temelji na spletni knjigi Sedaj v tvoji šoli avtorja Joo Dong-geun, ki je bila objavljena med letoma 2009 in 2011.
Serija je izšla 28. januarja 2022 na Netflixu. V prvih 30 dneh po izidu je serija doživela več kot 362.64 ogledov na uro. Prva sezona je prejela pozitivne ocene kritikov. 6. junija 2022 je bila objavljena napoved druge sezone te serije. Snemanje druge sezone se je začelo julija 2025 in bo izšla leta 2026.

## Vsebina
Po skrivnostni okužbi študentke na srednji šoli Hyosan izbruhne smrtonosen virus, ki študente in šolsko osebje naglo spreminja v krvoločne zombije; le redki preživijo in med skrivanjem po učilnicah kujejo iznajdljive strategije, ki bi jih lahko rešile pred apokaliptičnim koncem. Ker nimajo ne hrane in ne pijače, morajo študenti za preživetje uporabiti šolsko opremo in druge predmete, da se s tem zaščitijo pred zombiji, da se ne okužijo.

## Vloge

### Glavne vloge
- Park Ji-hu kot Nam On-jo, študentka razreda 2–5, je Cheong-sanova soseda in prijateljica iz otroštva.
- Yoon Chan-young kot Lee Cheong-san, študent razreda 2–5, On-join sosed in prijatelj iz otroštva.
- Cho Yi-hyun kot Choi Nam'ra, predsednica razreda 2–5.
- Lomon kot Lee Su-hyeok, z vzdevkom "Bare-su", študent razreda 2-5, ki je reformirani bivši prestopnik.
- Yoo In-soo kot Yoon Gwi-nam, šolski prestopnik, ki je študent razreda 2-1 in glavni antagonist serije.
- Lee Yoo-mi kot Lee Na-yeon, bogata, a inteligentna študentka iz razreda 2–5.
- Kim Byung-chul kot Lee Byeong-chan, profesor naravoslovja in ustvarjalec virusa, ki služi kot glavni antagonist serije.
- Lee Kyu-hyung kot Song Jae-ik, detektiv policijske postaje Hyosan.
- Jeon Bae-soo kot Nam So-ju, poveljnik reševalne ekipe 1 gasilske postaje Hyosan in On-join oče.

### Stranske vloge
- Im Jae-hyuk kot Yang Dae-su, študent razreda 2-5 in Wu-jinov najboljši prijatelj.
- Kim Bo-yoon kot Seo Hyo-ryung, osamljena študentka razreda 2–5.
- Ahn Seung-gyun kot Oh Joon-yeong, najboljši študent razreda 2-5 in šole.
- Ham Sung-min kot Han Gyeong-su, študent 2-5 razreda in Cheong-sanov najboljši prijatelj, ki prihaja iz družine z nizkimi dohodki.
- Kim Joo-ah kot Yoon I-sak, študentka razreda 2-5 in On-jojina najboljša prijateljica.
- Kim Jin-young kot Kim Ji-min, študentka razreda 2–5, Hyo-ryungina najboljša prijateljica in članica šolskega pevskega zbora.
- Son Sang-yeon kot Jang Wu-jin, študent 2-5 razreda in Ha-rijin mlajši brat.
- Kim Jung-yeon kot Kim Min-ji, študent razreda 2-5 in Dae-sujeva prijateljica.
- Ha Seung-ri kot Jang Ha-ri, študentka zadnjega letnika, ki tekmuje v lokostrelstvu in Wu-jinova starejša sestra.
- Lee Eun-saem kot Park Mi-jin, študentka zadnjega letnika višjih letnikov in šolska prestopnica.
- Jin Ho-eun kot Jung Min-jae, študent zadnjega letnika in član šolskega lokostrelskega kluba.
- Yang Han-yeol kot Yoo Joon-song, študent zadnjega letnika in Mi-jin prijatelj.
- Hwang Bo-un kot Lee Ha-lim, študentka zadnjega letnika in Joon-seongova prijateljica.
- Oh Hye-soo kot Min Eun-ji, študentka in žrtev Gwi-namovega ustrahovanja.
- Ahn Ji-ho kot Kim Chul-soo, študent in žrtev Gwi-namovega ustrahovanja.
- Jung Yi-seo kot Kim Hyeon-ju, študentka 2-5 razreda in šolska prestopnik.
- Lee Chae-eun kot Park Hee-su, študentka 2-5 razreda, ki je noseča.
- Lee Min-goo kot Lee Jin-su, študent in Byeong-chanov sin, ki je žrtev Gwi-namovega ustrahovanja.
- Oh Hee-joon kot Son Myung-hwan, študent in vodja šolskih nasilnikov.
- Shin Jae-hwi kot Park Chang-hoon, študent, ki sodeluje pri ustrahovanju študentov v šoli.
- Lee Sang-hee kot Park Sun-hwa, profesorica angleščine in razrednica razreda 2–5.
- Yoon Byung-hee kot Kang Jin-goo, profesor športa.
- Ahn Si-ha kot Kim Kyung-mi, šolska medicinska sestra.
- Yoon Kyung-ho kot Jung Yong-nam, korejski učitelj in predstavnik šole.
- Um Hyo-sup kot ravnatelj šole, prva smrtna žrtev Gwi-nama.
- Park Jae-chul kot Jeon Ho-chul, pomožni policist, ki se spoprijatelji z Jae-ikom
- Lee Si-hoon kot "Orangibberish", vloger, ki poroča v živo.
- Lee Ji-hyun kot Cheong-sanova mati, ki vodi restavracijo z ocvrtimi piščanci v Hyosanu in jo globoko skrbi za svojega sina.
- Woo Ji-hyun kot Kim U-sin, najmlajši član reševalne ekipe Hyosan Fire Station 1.
- Dong Hyun-bae kot Park Young-han, član reševalne ekipe Hyosan Fire Station 1.
- Bae Hae-sun kot Park Eun-hee, poslanka državnega zbora, ki zastopa Hyosan.
- Jo Dal-hwan kot Jo Dal-ho, višji pomočnik.

## Epizode

### 1. del
Skupina nasilnežev, ki jo sestavljajo Son Myung-hwan, Park Chang-hoon, Yoon Gwi-nam in Kim Hyeon-ju iz srednje šole Hyosan, napade sošolca Leeja Jin-suja na strehi neke hiše. Med pretepom Lee Jin-su pade s strehe in se pri tem hudo poškoduje, zaradi česar ga hospitalizirajo. Njegov oče Lee Byeong-chan, profesor naravoslovja na srednji šoli Hyosan, v bolnišnici ugotovi, da je Jin-su razvil vedenje, podobno zombiju. Nekaj časa pozneje v srednji šoli Hyosan študentko Kim Hyeon-ju ugrizne okužen hrček v znanstvenem laboratoriju. Byeong-chan to opazi, zaradi česar zaklene Hyeon-ju v laboratorij, vendar ta naslednji dan pobegne, ko se spremeni v zombija. Šolsko osebje in študenti jo opazijo, ko zelo poškodovana vstopi v razred in jo odpeljejo v šolsko ambulanto, kjer Hyeon-ju nenadoma ugrizne šolsko medicinsko sestro v roko. Reševalno vozilo nato odpelje Hyeon-ju v bolnišnico. Medicinska sestra se nato spremeni v zombija ter napade več dijakov, ki se vsi okužijo in v šoli sprožijo izbruh virusa.

### 2. del
Zaradi hitrega širjenja virusa po šoli se sošolca in prijatelja iz otroštva Nam On-jo in Lee Cheong-san skrijeta v svojo učilnico s preživelimi sošolci Choi Nam-ra, Lee Su-hyeok, Han Gyeong-su, Yoon I-sak, Oh Jun-yeong, Lee Na-yeon, Kim Ji-min, Seo Hyo-ryung, Yang Dae-su, Jang Woo-jin in Kim Min-ji. Okuženi profesor, ki se skriva v učilnici, se nenadoma spremeni v zombija in ugrizne Min-ji, zaradi česar ostali študentje pobegnejo v drugo učilnico. I-sak pa na poti v drugo učilnico ugrizne eden izmed zombijev, zaradi česar jo vržejo skozi okno, ko se spremeni v zombija, čeprav obupana On-jo temu nasprotuje. Medtem se Yoon Gwi-nam, nasilnež in član skupine nasilnežev, skrije v kuhinji šolske jedilnice s še dvema drugima študentoma. V šolo pride kmalu šolska lokostrelska ekipa, ki opazi situacijo v šoli. Učenci Yoo Jun-seong, Lee Ha-lim in Park Mi-jin so nato ujeti v šolskem stranišču. Medtem pa v bolnišnici Hyeon-ju okuži več drugih ljudi, zaradi česar se virus postopoma širi po Hyosanu.

### 3. del
Študentje zapustijo trenutno učilnico, v kateri se skrivajo in oddidejo v sobo za oddajanje, ker se tam skriva njihova profesorica angleščine, gospa Park. Kmalu se spopadejo z enim od zombijem, ki prileze na okno, ta pa opraska Gyeong-suja na zapestju. Na-yeon ga obtoži, da je okužen, in ga zaradi svoje varnosti izolirajo. Potem, ko Gyeong-suja izolirajo v kotni sobi, Na-yeon vstopi in se pretvarja, da se opravičuje za obtožbo, a na skrivaj na robček namaže zombijevo kri in mu jo nanese na rano, kar pa študentje ne opazijo. Zaradi tega se Gyeong-su pozneje, ko pride nazaj k preostalim, spremeni v zombija in napade preživele, kateri ga nato vržejo skozi okno. Pozneje Nam-ra razkrije, da je v resnici Na-yeon ubila Gyeong-suja tako, da mu je nanesla zombijevo kri na njegovo rano. Vsi študenti obsodijo Na-yeon zaradi umora Gyeong-suja, besni Cheong-san pa jo označi za morilko, zaradi česar Na-yeon zapusti učilnico, za njo pa odidde zaskrbljena gospa Park, ki jo odpelje in zapre v učilnico glasbe. Medtem se po Ha-limovi smrti Mi-jin in Jun-seong pridružita preživela lokostrelca – Woo-jinova sestra Jang Ha-ri in njen sošportnik Jung Min-jae – v stranišču. Gwi-nam sam pobegne iz kuhinje, potem ko druge preživele potinse k zombijem. Zaradi stanja v Hyosanu vlada uvede vojno stanje in začnejo evakuirati preživele, tako, da v mesto pošljejo vojsko in policijo. Cheong-sanova mati gre v šolo, saj je zaskrbljena za Cheong-sanovo varnost. On-join gasilski oče Nam So-ju in njegova ekipa se skrijejo v vladni objekt s Hyosanovo skupščino Park Eun-hee in njenimi sodelavci. Park See-Hu medtem rodi otroka v javni kopalnici na otroškem igrišču in ga sprva zapusti, preden se vrne ponj, potem ko se komaj izogne smrti zaradi avtomobilskega trčenja. 

### 4. del
Potem, ko policijski detektiv Song Jae-ik aretira profesorja Byeong-chana in ga odpelje v pripor zaradi ustvarjanja virusa, Byeong-chan pripoveduje, da je bil jezen zaradi brezbrižnosti šole do nasilnikov, ki so pogosto zlorabljali in poniževali njegovega sina. Ustvaril je virus z namenom, da bi svojega sina okrepil z več moči, da bi videl, da je njegov sin dovolj močen, da bi sam ustavil skupino nasilnežev. Horda zombijev nato napade policijsko postajo in ugrizne Byeong-chana. V svojih zadnjih trenutkih preden se dokončno spremeni, Byeong-chan pove Jae-iku, da je njegov prenosnik v šolskem znanstvenem laboratoriju z odgovorom za izkoreninjenje virusa, on pa ostane zadaj, da prepreči prihod zombijev in s tem omogoči Jae-iku varen pobeg iz policijske postaje. Po prejemu ključnih informacij Jae-ik in njegov edini preživeli mlajši kolega Jeon Ho-chul pobegneta. Medtem pa v šoli Cheong-san in Su-hyeok odideta v zbornico, da bi dobila telefone za klic na pomoč, a ju napadejo zombiji. Su-hyeok se sam vrne v govorno sobo k skupini, Cheong-san pa se skrije v ravnateljevo pisarno, kjer je priča, kako Gwi-nam ubije ravnatelja. Cheong-san ta dogodek posname, ko mu pa Gwi-nam zahteva predajo telefona, Cheong-san zavrne in zbeži, zaradi česar gre Gwi-nam za njim in ga začne loviti po šoli, z namenom, da dobi njegov telefon in izbriše dokaze.  

### 5. del
Gwi-nam in Cheong-san se spopadeta v šolski knjižnici, polni zombijev. Med pretepom poskuša Gwi-nam ubiti Cheong-sana, vendar ga pa Cheong-san premega, ko z svojim telefonom zabode Gwi-nama v njegovo levo oko, zaradi česar ta oslepi na tem očesu, Cheong-san pa ga nato vrže v hordo zombijev, preden pobegne iz knjižnice. Zombiji nato večkrat ugriznejo Gwi-nama. Medtem pa Joon-yeong in On-jo v znanstvenem laboratoriju najdeta leteči dron, ki ga uporabita za iskanje Cheong-sana. Pošljejo dron izven šole in obupani obstanejo, ko vidijo razdejanje v šoli. Medtem preživeli iz stranišča – Jun-seong, Mi-jin, Min-jae in Ha-ri – vstopijo v šolske prostore, preden se odpravijo v center za usposabljanje za lokostrelstvo, da po telefonu za nujne primere pokličejo pomoč. V mestu pa se Jae-ik in Ho-chul poiščeta zatočišče v restavraciji s ocvrtimi piščanci, kjer najdeta študentnko Park Hee-su, okuženo in privezano pred vrati s svojim zdravim novorojenim otrokom, varno postavljenim na klop stran od nje, zagrajenim z več stoli. Jae-ik reši otroka. So-ju in njegova skupina hkrati dosežeta vojaško karantensko območje. Gwi-nam se medtem zbudi in opazi, da čeprav je bil ugriznjen, se ni spremenil v zombija, vendar je v napol zombiranem stanju. Nato spozna svoje poškodbe in opazi, da je slep na levo oko. Odloči se, da se bo maščeval Cheong-sanu, tako, da ga bo ubil ter zapusti knjižnico.

### 6. del
Študentje uporabijo sistem oddajanja, da obvestijo Cheong-sana, da prihajajo ponj. Z glasbo odvrnejo pozornost zombijem, medtem ko zapustijo učilnico in se odpravijo proti strehi. Gwi-nam sliši oddajo, zato sledi skupini. Gwi-nam na poti naleti na Su-hyeoka, kateri ugotovi kakšne namene ima Gwi-nam storiti Cheong-sanu, zato mu noče povedati, kje je Cheong-san, zaradi česar Gwi-nam napade Su-hyeoka. Potem, ko Gwi-nam poskuša ubiti Su-hyeoka, Nam-ra priskoči na pomoč, vendar jo Gwi-nam pri tem ugrizne v roko. Nam-ra in Su-hyeok nato uspeta vršti Gwi-nama skozi okno, nato pa pobegneta k njuni skupini v drugo učilnico. Nam-ra se ne spremeni takoj. Cheong-san, ki je bil prej priča ugrizu Gwi-nama z strani več zombijev, trdi, da jo je treba ubiti kljub Su-hyeokovemu vztrajanju, da Gwi-nam ni bil zombi, ko ga je ta napadel in ugriznil Nam-ro. Nam-ra ostane pri oknu, pripravljena skočiti, če se spremeni, Su-hyeok pa ji ostane ob strani. Nam-ra postopoma vstopi v napol zombirano stanje in v glavi se ji pojavi želja ugrizniti Su-hyeoka, vendar ponovno prevzame nadzor nad seboj. Preživeli v straniščih se medtem borijo in vstopijo v center za usposabljanje lokostrelstva, vendar je Jun-seong poškodovan. V piščančji restavraciji Jae-ik in Ho-chul rešita mlado dekle po imenu Se-bin. Ob pomoči Woo-shina in Eun-hee, So-ju uspe pobegniti iz izoliranega območja in se odpravi proti šoli.

### 7. del
Nam-ra razvije okrepljene čut za sluh, vid, vonj in moč, ko se še bolj potopi v napol zombirano stanje. Ker skupina načrtuje pobeg, zaprejo ena vrata sobe, druga pa pustijo odprta, sredi sobe pa iz šolskih miz in stolov zgradijo veliko pregrado. Zombije privlači hrup, kar pusti prazen hodnik in omogoči preživelim, da pobegnejo vse do strehe, vendar je strešna vrata zaklenil Kim Chul-soo, šolski izobčenec, ki je bil že na strehi, ko se je izbruh zombijev začel. Ko zombiji sledijo študentom na stopnišču, ki vodi na streho, se Su-hyeok in Cheong-san spopadeta z njimi. Izven šole pa So-ju vzame s puško iz policijske postaje in nadaljuje pot v šolo, da bi rešil svojo hčer. Jae-ik, Ho-chul, Se-bin in dojenček uspešno pobegnejo iz okuženih ulic z motorjem. Jae-ik na strehi opazi preživelega, streamerja z vzdevkom "Orangibberish", in ga poskuša rešiti. Ho-chul pa ga zapusti in se zaradi zombijev odpelje stran z otrokom na motorju. Medtem pa v šoli od strehe prispe Gwi-nam, kar močno šokira Su-hyeoka in Cheong-sana, saj sta oba mislila, da je Gwi-nam že zdavnaj mrtev.

### 8. del
Ko doseže vrh stopnišča Gwi-nam napade Cheong-sana in Su-hyeoka, vendar ga Nam-ra prime za vrat in ga vrže z stopnišča. Ko Nam-ra vrže Gwi-nam po stopnicah, se vrata končno odprejo. Vendar so prepozni, saj takrat streho ravno zapusti vojaški helikopter. Študenti na sterhi iz desk sestavijo napis SOS, če do šole pride še en helikopter. Izven šole se Ho-chul in dva otroka vrneta v vrtec z avtobusom. Tako Jae-ik kot Orangibberish skočita na vrh avtobusa, ko se ta odpelje. Prebijejo se skozi ovire v Hyosanu in rešijo Min Eun-ji, navidez neokuženo študentko srednje šole (tudi izobčenca in žrtev Gwi-namovega ustrahovanja). Kmalu jih reši vojska. V šoli ponoči dve različni skupini preživelih ločeno vzpostavita stik Lokostrelci še naprej ostanejo v stranišču. Preživeli na strehi se zberejo okoli tabornega ognja in se pogovarjajo o svoji preteklosti. Na-yeon se odloči, da bo preživelim na strehi prinesla hrano iz PTA, potem ko je obžalovala svoje napake, ki jih je storila. Vendar pa v tistem trenutku prispe Gwi-nam in ubije Na-yeon, zatem pa se sam odpravi na streho.

### 9. del
Gwi-nam spleza na streho ter napade Cheong-sana in se nato spopade z preostalimi člani skupine. Pri tem Gwi-nam premaga vse. Su-hyeok se na vse svoje moči poskuša boriti proti Gwi-namu, da bi zaščitil svojo skupino, vendar tudi njega Gwi-nam premaga. Zatem se Gwi-nam spopade z Nam-ro, katera ga nato vrže dol z strehe. Potem, ko Jae-ikovo skupino odpeljejo v karantensko taborišče, Jae-ik med zaslišanjem pove o Byeong-chanovem prenosniku. Vojska tako pošlje helikopter v šolo Hyosan, kjer vojaki uspešno vzamejo prenosnik iz šole. Nato hočejo rešiti študente z strehe, vendar to zavrnejo, ko ugotovijo, da je Eun-ji nenadoma postala agresivna in ugriznila Chul-sooja. Vojaki nejevoljno zapustijo preživele na strehi, na skupno stisko. Vojaki in znanstveniki preučujejo tako Eun-ji kot štabnega narednika Lee Jae-joona, popolnoma zombiranega vojaka, in se odločijo, da bodo evakuirane preživele iz Hyosana še naprej dajali v karanteno. Na šoli Hyosan začne deževati, kar zombijem poslabša sluh in vid. Tako preživeli na strehi kot preživeli v straniščih opazijo šibkost zombijev in tako obe skupini poskušata to izkoristiti za pobeg. Preživeli s strehe pobegnejo in prvi dosežejo prvo nadstropje ter vstopijo na parkirišče. Cheong-san je šokiran, ko vidi svojo mamo, stoječo pred njim za tovornjakom, spremenjeno v zombija.

### 10. del
Cheong-sanovi kriki, ki jih izrazi z namenom, da naj ne ubijejo njegove zombirane mame, pritegnejo pozornost bližnjih zombijev in preživeli dijaki pobegnejo. Hyo-ryung med tekom pade, Ji-min pa jo zapusti. Ji-min se izgubi in umre na šolskem nogometnem igrišču. Medtem Hyo-ryung reši Woo-jin. Ha-ri se s svojimi spremljevalci ponovno združi z bratom in z drugimi se srečata v šolskem gledališču. Ob vstopu pa Nam-ra zaradi svojega napol zombiranega stanja hitro zazna ogromno hordo zombijev. Med napadom Min-jae pobegne ven, medtem ko se Jun-seong žrtvuje, da bi drugim prihrani čas, da se skrijejo v šolsko telovadnico. Naslednji dan preživeli izdelajo načrt, da bodo s športno opremo in kovinskimi vozički zgradili pregrado, s katero bi se zaščitili, medtem ko bodo pobegnili iz telovadnice. Ko uresničijo načrt, jih horda zombijev napade in Joon-yeong se okuži. Vrata se nato nenadoma odprejo in On-jo zagleda svojega očeta, ki končno prispe do šole. Medtem vojska in znanstveniki analizirajo podatke v Byeong-chanovem prenosniku in potem, ko strokovnjaki napovedujejo, da bi epidemija zombijev lahko ogrozila vso Južno Korejo, se vojska odloči bombardirati Hyosan, da bi tako pobila vse zombije in s tem izkoreninila virus.

### 11. del
Preživeli pobegnejo s So-jujem, na teniškem igrišču pa naletijo na zombije. So-ju z pirotehniko in piščalkami odvrne pozornost zombijem. Študenti pobegnejo z igrišča, a So-ju umre, ko ga ugriznejo zombiji, potem, ko zaščiti svojo hčer. Preživeli kasneje prispejo do gradbišča šole in ostanejo na nekem balkonu. Gwi-nam sreča Min-jaeja v lokostrelskem vadbenem centru in ga nasilno napade. Ko prejme zadnjo znano lokacijo skupine, Gwi-nam ubije Min-jaeja in odide na pot. Medtem vojska uporabi drone, da privabi zombije v Hyosanu na njihova izbrana mesta bombardiranja, vključno z igriščem srednje šole Hyosan. Študentje se pripravljajo na beg, toda nenadoma se pojavi Gwi-nam, ki napade skupino in pri tem ugrizne Cheong-sana. Vendar pa Cheong-sanu uspe vršti Gwi-nama z balkona. Ker misli, da se bo spremenil v zombija, Cheong-san poljubi in objame On-jo ter ji da svoje ime na majci, preden vstopi v stavbo, da bi odvrnil pozornost zombijev ter s tem omogočil ostalim, da varno pobegnejo z gradbišča. Nato se Cheong-san dokončno spopade z Gwi-namom, v boju pa Gwi-nam izpuli Cheong-sanu njegovo levo oko kot namen njegovega maščevanja. Medtem vojska bombardira določene lokacije v mestu in ubije vse zombije. Cheong-san in Gwi-nam zaradi udarca eksplozije padeta v luknjo stavbe. Iz obžalovanja, da je odobril bombni napad, vojaški poveljnik Jin Seon-moo stori samomor.

### 12. del
Ko študentje pobegnejo, pridejo v zapuščeno sosesko. Nam-ra zaustavi nekaj zombijev. Študentje poskušajo pobegniti iz soseske, vendar si Dae-su poškodovuje nogo, zaradi česar se ostali spopadejo proti zombijem. Woo-jina med reševanjem svoje sestre ugriznejo zombiji, zaradi česar ga Nam-ra ubije. Med pobegom Nam-ra vedno bolj čuti željo, da bi pojedla svoje prijatelje, z glasovi v glavi, ki ji to govorijo, in skoraj ugrizne On-jo. Zaradi obžalovanja in da ne bi ogrozila varnosti svojih prijateljev, Nam-ra zapusti skupino in izgine v soseščino, za njo pa se izgubi vsaka sled. Preostalih šest preživelih študentov - Su-hyeok, On-jo, Dae-su, Hyo-ryung, Mi-jin in Ha-ri - dosežejo zapuščeno železnico, kjer jih vojska končno reši. Štiri mesece pozneje vlada konča vojno stanje v Hyosanu, a prebivalci nadaljujejo s karanteno. Šest študentov šole Hyosan se pritihotapi iz taborišča in se vrnejo v svojo šolo. Nam-ra, ki je videti dobro in zdravo kljub temu, da je ostala napol zombirana, se sreča z njimi. Nam-ra pove, da je nekaj drugih, kot je ona, ki so pobegnili iz šole, in Nam-ra obvesti skupino, da se bo vrnila. Nato skoči z strehe, ostali pa debelo strmijo v to.